# Contea di Miller (Georgia)
La contea di Miller (in inglese Miller County) è una contea dello Stato della Georgia, negli Stati Uniti. La popolazione al censimento del 2000 era di 6 383 abitanti. Il capoluogo di contea è Colquitt.